# 観相師 -かんそうし-
『観相師 -かんそうし-』（かんそうし、原題：관상）は、2013年公開の韓国映画。11歳で王に即位した瑞宗の座を狙う首陽大君の政権抗争（癸酉靖難）に巻き込まれた天才観相師の運命を描く。第50回大鐘賞最優秀作品賞をはじめ主要4部門を受賞。

## ストーリー
義理の弟や息子と貧しい暮らしをしていたネギョン（ソン・ガンホ）は人相学に通じており、顔を見ただけで性格や過去、未来までも言い当てることができる観相師だった。芸姑をしながら占いを営むヨノンに招かれて都で占いを始めたところたちどころに評判となり、ついには宮中の左議政ジョンソに認められ宮中の要職に就く。王から重臣の中に逆賊の相を持つものを探せと依頼されたネギョンは、王の弟の首陽大君（イ・ジョンジェ）に逆賊の相があることを見つける。急死した王の後を継いで11歳で王位を継承した瑞宗を首陽大君から守ろうと奮闘するネギョンは、国を揺るがす争いに巻き込まれる中で残酷極まりない運命に翻弄されていく。

## キャスト
※括弧内は日本語吹替
- ネギョン：ソン・ガンホ（安原義人）
- 首陽大君：イ・ジョンジェ（咲野俊介）
- ジニョン：イ・ジョンソク（山下章）
- ペンホン：チョ・ジョンソク（大西健晴）
- ヨノン：キム・ヘス（入江純）
- キム・ジョンソ：ペク・ユンシク（仲野裕）
- 文宗：キム・テウ
- 瑞宗：チェ・サンウ
- ハン・ミョンフェ：キム・ウィソン

## 受賞
- 第50回大鐘賞：最優秀作品賞
- 第50回大鐘賞：主演男優賞（ソン・ガンホ）
- 第50回大鐘賞：助演男優賞（チョ・ジョンソク）
- 第50回大鐘賞：監督賞（ハン・ジェリム）
- 第50回大鐘賞：衣装賞（シム・ヒョンソプ）
- 第50回大鐘賞：人気賞（イ・ジョンジェ）
- 第34回青龍映画賞：助演男優賞（イ・ジョンジェ）
- 第33回韓国映画評論家協会賞：主演男優賞（ソン・ガンホ）
- 第33回韓国映画評論家協会賞：助演男優賞（チョ・ジョンソク）
- 第33回韓国映画評論家協会賞：音楽賞（イ・ビョンウ）
- 第33回韓国映画評論家協会賞：ＣＪ ＣＧＶスター賞（イ・ジョンジェ）
- 第50回百想芸術大賞：映画部門 助演男優賞（イ・ジョンジェ）